# Alberto Guglielmotti (sous-marin, 1938)
Pour les articles homonymes, voir Alberto Guglielmotti (sous-marin).
Le Alberto Guglielmotti est un sous-marin de la classe Brin, en service dans la Regia Marina lancé à la fin des années 1930 et ayant servi pendant la Seconde Guerre mondiale.
Il est nommé en honneur de Alberto Guglielmotti (1812-1892), un religieux, théologien et historien italien.

## Caractéristiques
Les sous-marins de la classe Brin sont des versions améliorées de la précédente classe Archimede. Ces sous-marins avaient un déplacement de 1 000 tonnes en surface et de 1 254 tonnes en immersion. Les sous-marins mesuraient 72,47 mètres de long, avaient une largeur de 6,80 mètres et un tirant d'eau de 4,89 mètres. La classe était partiellement à double coque.
Pour la navigation de surface, les sous-marins étaient propulsés par deux moteurs diesel de 1 500 chevaux (1 119 kW), chacun entraînant un arbre d'hélice. En immersion, chaque hélice était entraînée par un moteur électrique de 550 chevaux-vapeur (410 kW). Ces moteurs électriques étaient alimentés par une batterie composée de 124 éléments. Ils pouvaient atteindre 17,3 nœuds (32,0 km/h) en surface et 7,8 nœuds (14,4 km/h) sous l'eau. En surface, la classe Brin avait une autonomie de 9 000 milles nautiques (17 000 km) à 8 noeuds (15 km/h), en immersion, elle avait une autonomie de 90 milles nautiques (170 km) à 4 noeuds (7,4 km/h).
Les sous-marins étaient armés de huit tubes lance-torpilles internes de 53,3 cm, quatre à l'avant et quatre à l'arrière. Ils transportaient un total de 14 torpilles. Ils étaient également armés d'un canon de pont de 100 mm OTO 100/47 pour le combat en surface. Le canon était initialement monté à l'arrière de la tour de contrôle (kiosque), mais il a été replacé sur le pont avant plus tard dans la guerre dans les bateaux sous-marins et la grande tour de contrôle a été reconstruite en un modèle plus petit. L'armement antiaérien léger consistait en une ou deux paires de mitrailleuses Breda Model 1931 de 13,2 mm.

## Construction et mise en service
Le Alberto Guglielmotti est construit par le chantier naval Cantieri navali Tosi di Taranto (Tosi) à Tarente en Italie, et mis sur cale le 3 décembre 1936. Il est lancé le 11 septembre 1938 et est achevé et mis en service le 12 octobre 1938. Il est commissionné le même jour dans la Regia Marina.

## Historique
En 1939, le Alberto Guglielmotti fait un voyage à Lisbonne pour vérifier les conditions de traversée du détroit de Gibraltar.

### Activité en mer Rouge et le transfert à Bordeaux
Au début de la Seconde Guerre mondiale, il est déployé en mer Rouge, à Massaoua (Érythrée), au sein du 81e escadron de sous-marins.
Il est le dernier des sous-marins italiens d'Afrique de l'Est à partir en mission de guerre, le 21 juin 1940. Le lendemain, il récupère l'équipage du sous-marin Macallè, perdu une semaine plus tôt,.
Le 26 juillet, il appareille de Massaoua pour rechercher, avec les destroyers Nullo et Battisti, un navire marchand britannique (ou selon d'autres sources deux navires grecs), mais échoue.
Dans l'après-midi du 6 septembre 1940, sous le commandement du capitaine de corvette Carlo Tucci, il a touché avec deux torpilles le pétrolier grec Atlas (4 008 tonneaux de jauge brute ou tjb), et, après que l'équipage l'ait abandonné, il termine son attaque avec le lancement de deux autres torpilles (dont une a échoué). Le pétrolier coule à la position géographique de 15° 50′ N, 41° 50′ E.
Au début de 1941, il apparait clairement que la chute de l'Afrique orientale italienne est imminente et il est décidé de transférer les sous-marins à la base atlantique italienne de BETASOM (Bordeaux). Le Guglielmotti est le dernier à quitter Massaoua, le 4 mars 1941.
Après avoir traversé le canal du Mozambique, il double le cap de Bonne-Espérance et fait le plein à partir du pétrolier allemand Nordmark. Il navigue ensuite à l'ouest des îles du Cap-Vert et des Açores, transite par le golfe de Gascogne et arrive finalement à Bordeaux le 7 mai 1941, après avoir parcouru 10 794 milles nautiques (19 991 km) et avoir passé 66 jours en mer.

### Retour en Méditerranée et naufrage
Après un travail qui dure de juin à août, le 22 septembre 1941, il quitte Le Verdon pour retourner en Méditerranée. Le 30, il traverse le détroit de Gibraltar et le 16 octobre, il arrive à Messine.
En mer Rouge et dans l'océan Atlantique, le Guglielmotti avait effectué un total de 5 missions, couvrant un total de 13 990 milles nautiques (25 900 km) en surface et 370 milles nautiques (685 km)  l'eau.
De novembre 1941 à février 1942, il est réaménagé dans le chantier naval de Tarente.
Le 15 mars 1942, il quitte la base de Tarente à destination de Cagliari mais deux jours plus tard, vers six heures du matin, il est torpillé par le sous-marin HMS Unbeaten (N93) et coule avec tout son équipage à la position géographique de 37° 42′ N, 15° 38′ E, à une quinzaine de milles au sud du cap Spartivento en Calabre,.
Ont disparu avec le sous-marin le commandant, le lieutenant Federico Tamburini, six autres officiers, 16 sous-officiers et 38 chefs et marins ; un seul corps est retrouvé.